# Asha Banks
Asha Alice Banks (St Albans, 26 november 2003) is een Engelse actrice en zangeres. Als kindactrice begon ze haar carrière als kindactrice in de West-End. Ze speelde onder ander mee in films als The Magic Flute (2022) en My Fault: London (2025). Op televisie schitterde ze in haar rol in de BBC Three-serie A Good Girl's Guide to Murder (2024).

## Vroege leven
Banks werd geboren in St Albans, Hertfordshire als dochter van Sophie en Duncan Banks. Ze heeft één oudere broer. Banks ging naar de plaatselijke Abbey Primary School en daarna naar de Parmiter's School in Garston. Ze volgde op zaterdag dramalessen aan de Top Hat Stage School en nam op zondag deel aan Michael Xaviers' MX Masterclass, waarvan ze nu beschermvrouwe is.

## Carrière
Banks maakte haar televisiedebuut op jonge leeftijd in 2011 met kleine rollen in EastEnders en Call the Midwife, beide op BBC One. Banks was zeven toen ze in 2012 werd gecast voor de rol van de jonge Éponine in de langlopende musical Les Misérables in het Queen's Theatre, waarmee ze haar debuut maakte op het West End. Ze speelde in de Almeida en Playhouse Theatre-uitvoeringen van het toneelstuk 1984 in 2014.
Banks ging in 2015 op tournee door het Verenigd Koninkrijk met Annie, waarin hij de rol van het oudste weeskind Duffy speelde. Ze speelde Violet Beauregarde in de West End-productie van Charlie and the Chocolate Factory in het Theatre Royal, Drury Lane, voordat deze in 2017 werd gesloten. Ze wisselde de rollen af van Pandora Braithwaite in de West End-productie uit 2017 van The Secret Diary of Adrian Mole Aged 13¾ in de Menier Chocolate Factory en Lisa James in The Boy in the Dress in het Royal Shakespeare Theatre in Stratford-upon-Avon in 2019.
In het voorjaar van 2021 speelde Banks Thea in de Londense heropvoering van toneelstuk Spring Awakening in het Almeida Theatre. Ze was ook de understudy voor Amara Okereke's Wendla. Banks kreeg de rol van prinses Pamina in de Duitse musicalfilm The Magic Flute, waarmee zij haar debuut maakte in een langspeelfilm. De film ging in première op het filmfestival van Zürich in 2022 en werd in 2023 breed uitgebracht. Banks keerde in 2022 ook terug op televisie met een terugkerende rol als Brooke in het BBC iPlayer -tienerdrama Rebel Cheer Squad, een spin-off van Get Even.
Banks speelde tevens het personage Cara Ward in de BBC Three-bewerking van A Good Girl's Guide to Murder en speelde tegenover Matthew Broome in de Amazon Prime- film My Fault: London, een Engelstalige versie van de Spaanse film Culpa mía.

## Filmografie
| Jaar | Titel                                  | Rol               | Notities          |
| ---- | -------------------------------------- | ----------------- | ----------------- |
| 2011 | OostEnders                             | Diverse           | 4 afleveringen    |
| 2011 | Bel de vroedvrouw                      | Een Spaans meisje | 1 aflevering      |
| 2012 | Verwarring (red.)                      | Zus               | Kortfilm          |
| 2014 | Blauw                                  | Jessica           | Kortfilm          |
| 2022 | Rebellen Cheer Squad                   | Beek              | 5 afleveringen    |
| 2022 | De Toverfluit                          | Prinses Pamina    | Bijrol            |
| 2024 | Een goede gids voor moord voor meisjes | Cara Ward         | Hoofdrol          |
| 2025 | My Fault: London                       | Noach             | Amazon Prime-film |

## Toneel
| Jaar      | Titel                                             | Rol                      | Notities                                            |
| --------- | ------------------------------------------------- | ------------------------ | --------------------------------------------------- |
| 2012      | De ellendigen                                     | Jonge Eponine            | Queen's Theatre, Londen                             |
| 2014      | 1984                                              | Parsonskind              | Almeida Theatre / Playhouse Theatre, Londen         |
| 2015      | Annie                                             | Duffy                    | Tour door het Verenigd Koninkrijk                   |
| 2016–2017 | Charlie en de chocoladefabriek                    | Violette Beauregarde     | Koninklijk Theater, Drury Lane                      |
| 2017      | Het geheime dagboek van Adrian Mole, 13¾ jaar oud | Pandora Braithwaite      | Menier Chocoladefabriek, Londen                     |
| 2019      | De jongen in de jurk                              | Lisa James               | Koninklijk Shakespeare Theater, Stratford-upon-Avon |
| 2021      | Lente ontwaken                                    | Thea / understudy Wendla | Almeida Theater, Londen                             |